# جيمس ألبرت موراي
جيمس ألبرت موراي (بالإنجليزية: James Albert Murray)‏ هو كاهن كاثوليكي أمريكي، ولد في 5 يوليو 1932 في جاكسون في الولايات المتحدة.